# That's Adequate
That's Adequate (O que é adequado- pt), é um mocumentário de 1989, uma ficção de Hollywood, centrada em estúdios de cinema. Foi narrado e exbido por   Tony Randall, o filme apresenta um elenco de estrelas, incluindo James Coco (em seu último papel filme), Robert Downey, Jr., Anne Meara, Jerry Stiller e Bruce Willis. 
Foi também o último para a atriz Ina Balin, que também apareceu em Hurwitz filmes anteriores, como  Projectionist e  Retorno Trilha

## References
1. ↑  The New York Times